# Biagio Pace

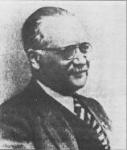
Biagio Pace

Biagio Pace (* 13. November 1889 in Comiso; † 28. September 1955 ebenda) war ein italienischer Klassischer Archäologe.
Er promovierte 1912 an der Universität Palermo. Seit 1917 war er Dozent für Archäologie an der Universität Palermo. Von 1927 bis 1930 war er Professor an der Universität Pisa, von 1931 bis 1935 an der Universität Neapel, seit 1936 war er Professor für „Topografia dell’Italia antica“ an der Universität Rom.
Von 1924 bis 1944 war er italienischer Parlamentsabgeordneter.

## Schriften
- Camarina, topografia, storia, archeologia, Catania 1927
- Arte e civiltà della Sicilia antica, 4 Bände, Roma 1935–49
- I mosaici di Piazza Armerina, Roma 1955